# Osbaston (Leicestershire)
Osbaston – wieś w Anglii, w hrabstwie Leicestershire, w dystrykcie Hinckley and Bosworth. Leży 16 km na zachód od miasta Leicester i 152 km na północny zachód od Londynu. Miejscowość liczy 266 mieszkańców.